# I. Ottó német-római császár
I. Ottó vagy Nagy Ottó (németül: Otto I. der Große), (912. november 22./23. – 973. május 7.) német király 936-tól, német-római császár 962. február 2-től, longobárd (itáliai) király haláláig; a Német-római Birodalom megszervezője.

## Élete

### Ifjúsága
I. Henrik német király és Ringelheimi Matilda (Dietrich vesztfáliai gróf leánya) királynő legidősebb gyermekeként született 912-ben. Gyermekszobája hol ebben, hol abban a királyi kastélyban volt. Édesapja arra tanította, hogy a férfi legfőbb erénye az egyszerűség. Ezzel szemben a tanulást elpuhítónak tartotta, minthogy a tudomány egyfelől kétkedő okoskodásra nevel, másfelől gyengíti a döntőképességet. Az egyszerűség elérésére a test megacélozását, ellenállóvá edzését tartotta szükségesnek, ezért Ottót megtaníttatta arra, miképp kell vadtulkot, medvét, vadkant lándzsával elejteni, hogy nyila mindig célba találjon, hogy versenyfutásban senki ne előzze meg, miképp üsse ki a nyeregből ellenfelét a lovagi tornán, hogy kardvívás közben egy tapodtat se hátráljon, és hogy győzzön az ostáblajátékokban.
15 éves korában beleszeretett egy szláv rabnőbe, akitől fia született: a későbbi mainzi érsek, Vilmos.

### Első házassága
Henrik fia számára a wessexi király, Æthelstan húgát, Eadgythet) kérte feleségül. 929 nyarának elején érkezett meg a szigetországból a hajó a 17 éves királyleánnyal. Athelstan egy másik menyasszonyjelöltet, kisebbik húgát, Adivát is útnak indította (ő egy burgundi herceg felesége lett); a násznagy szerepére Kynewladot, a wocesteri püspököt jelölte ki. Ottó a keleti kereskedés központját, a rabszolgapiacáról ismert Magdeburg városát ajándékozta nászajándékul újdonsült asszonyának.

### Trónralépte
936-ban Henrik király meghalt. Henrik halála után – édesapja 929-es királyi rendelete szerint – Ottót 936. augusztus 7-én német királlyá kiáltották Aachen városában. Augusztus 8-án a mainzi érsek megkoronázta.
A ceremóniát Hildebert érsek vezette. A koronázást követő ünnepségsorozaton Pfalzban a birodalom számos területének vezetőit udvari címekkel látták el, így próbálva erősítve az egyes részek közötti koherenciát. Ennek során fontos beosztást kapott a lotaringiai Giselbert, a frank Eberhard, a sváb Hermann, a bajor Arnulf. Utóbbi a marsall tisztséget kapta.
A koronázás helyének megválasztása szimbolikus értékkel bírt. Ottó Aachen választásával azt kívánta jelezni, hogy folytatja a frank hagyományokat.

### Szlávok, magyarok
A hatalomváltáskor a már I. Konrád óta megszokott nehézségek mindegyike jelentkezett. Az Elbán túli területeken a vendek leverésével 936–937 során kiépült ugyan az őrgrófságok rendszere (Szász és Billung őrgrófság), de a keleti határok mentén továbbra is ismeretlen maradt a béke. A szlávok elleni háború Gero őrgróf vezetésével ezután is szinte folyamatosan tartott, Ottó többször személyesen – mint például 939-ben – hadba szállt ellenük. Ottó a keleti területeken több püspökséget és kolostort is alapított.
A minden új német uralkodót "megkóstoló" magyarok 937-ben Szászországra törtek, ám kísérletük ezúttal is kudarcba fulladt. A királytól elszenvedett vereséget követően seregük a könnyebb préda, Franciaország felé vonult.

### Belső lázongások
A későbbi konfliktusok a birodalmon belül abban gyökereztek, hogy Ottó I. Eduárd wessexi király leányát, Eadgythet vette feleségül, ezzel kiemelte magát a birodalmon belüli családi kötelékek közül. Ottó kijelölése egyedüli trónkövetőnek szintén törést jelentett a keleti-frank trónkövetői hagyományokkal. A lépés viszont erősítette a birodalom feloszthatatlanságát.
937-ben Eberhard bajor és a hasonnevű frank herceg, valamint a hozzájuk a trónöröklés rendjének sérelmezése miatt csatlakozó báty, Thankmar lázadt fel Ottó ellen. A király 938-ban verte le őket: Thankmart meggyilkolták, a bajor Eberhardot megfosztotta trónjától. Ebben az évben zajlott a magyarok utolsó betörése is a Szász Hercegségbe, de miután két nagy csatában vereséget szenvedtek, többé nem próbálkoztak.
A Thankmar után Ottó öccse, Henrik is az elégedetlenkedők oldalára állt. 939-ben a frank Eberharddal és Giselbert lotaringiai herceggel támasztott lázadást bátyja ellen. A lázadás különös súlyossága abból adódott, hogy az említetteket titokban a nyugati-frank uralkodó, a Karoling IV. Lajos is támogatta. A felkelést végül I. Hermann sváb hercegnek – mint arra már utaltunk, Ottó eközben a szlávokkal is harcolt – Andernachnál a lázadók felett aratott győzelme döntötte el. Miután a két herceg életét vesztette, a Frank Hercegség a királyra szállt, s mint törzshercegség, ezután nem játszott szerepet. Lotharingiát Ottó IV. Lajos ellen indított hadjáratát követően a "megtért bárányra", Henrikre bízta.
Ám Ottó öccse ezután sem szűnt meg fivére ellen munkálkodni. Miután hercegségét 940-ben elveszítette, Frigyes mainzi érsekkel összeesküvést szőtt bátyja meggyilkolására. Ennek kitudódásakor, 941-ben, újból kegyelmet kapott, mire ennyi – a korban valóban szokatlan – jóság láttán végleg megbékélt.

### A magyarok 943-as támadása
Ottó ezután megpróbálta földadományokkal, és házasságkötésekkel megnyerni magának a királyi hatalomból részt nem, vagy alig kapó családtagok támogatását, ezirányú kísérletei azonban nem jártak hosszútávú sikerrel. Az elkövetkező nemesi felkelések sorozata, mely a délnémet területektől egészen Szászországig terjedt, az újra be-betörő, portyázó magyarok hadai által képzett veszély felismerése után szűnt meg. 943-ban ugyanis a magyarok Bajorországba törtek. Miután az Enns folyó közelében, Welsnél vereséget szenvedtek Berthold bajor hercegtől, néhány évig szüneteltették nyugati irányú támadásaikat.
A nehéz helyzetben Ottó az egyház segítségéhez fordult. Az egyháznak nyújtott adományok mellett Ottó saját hű embereit nevezte ki a püspöki és apáti pozíciókba.

### Franciaország
A Nyugati Frank Birodalomban dúló harcokba – melyeket Nagy Hugó, Francien hercege, Odó király unokaöccse folytatott IV. Lajos ellen – Ottó a király oldalán avatkozott be. 946-ban személyesen vezetett hadat, később pedig Konrád lotaringiai herceget küldi sógora megsegítésére, aki előtt Hugó végül 950-ben kénytelen volt meghódolni.

### Belháborúk
A birodalom ereje és tekintélye folyamatosan növekedett: 947-ben I. Harald dán király, majd 950-ben I. Boleszláv cseh fejedelem ismerte el hűbérurának Ottót. A közben ismét megindult magyar támadások sem jelentettek már igazán komoly veszélyt. A 948–950 közötti évenkénti próbálkozások mind kudarccal végződtek, sőt ez utóbbi évben az Ottó által bajor herceggé emelt Henrik már maga vezetett támadást az Ennstől keletre fekvő magyar szállásterületek ellen amire 907 óta nem volt példa.
Azért, hogy a lázadásoknak elejét vegye, Ottó igyekezett a törzshercegi méltóságokat rokonainak juttatni – így lett öccse, Henrik bajor (947), fia, Liudolf sváb (949), veje Vörös Konrád lotaringiai herceg (944). Ez a törekvése azonban nem váltotta be a hozzá fűzött reményeket, hiszen 953-ban Liudolf és Konrád, Frigyes mainzi érsek támogatásával, felkelést támasztottak ellene. A lázadók 954-ben még a magyarokat is segítségül hívták. A magyarok a már öt éve hiányolt zsákmány, valamint az adóztatás felújítása reményében Bulcsú harka vezetésével küldtek sereget. A lázadó hercegek az utolsó pillanatban meggondolták magukat, s Bulcsút a Rajnán túlra irányították, maguk pedig behódoltak a királynak.[forrás?] A két herceget és Frigyest Ottó megfosztotta méltóságától: Lotharingiát Brúnó kölni érsek kapta meg, a Sváb hercegséget pedig II. Burchard.
Az egyházi méltóságok híveivel való betöltése – mellesleg a fent említett kölni érsek, Brúnó, Ottó testvére, a mainzi Frigyest felváltó Vilmos pedig fia – már sokkal nagyobb sikerrel járt, ők bizonyultak uralkodása folyamán a legfőbb támaszainak. E méltóságok számát a keleti térítések nyomán 948-ban alapított új püspökségekkel (Brandenburg, Meissen, Merseburg stb.) és egy új érsekséggel (968: Magdeburg) is gyarapította.

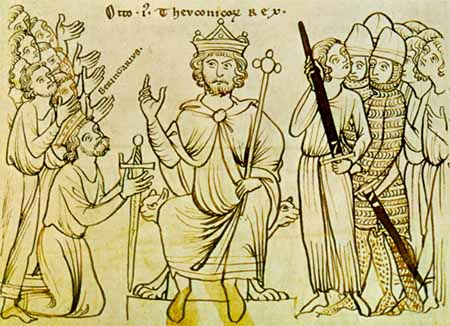
Ottó győzelme II. Berengár felett

### Első itáliai útja és második házassága
951-ben II. Lothár itáliai király özvegyét, Adelheidet az új uralkodó fogságba vetette. Adelheid Ottóhoz fordult segítségért, aki erre haddal kelt át az Alpokon. Minthogy Editha 946-ban meghalt, Ottó nem látta akadályát Adelheid feleségül vételének, emellett Paviában felvette a "Rex Francorum et Longobardorum" címet. A megrettent Berengár meghódolt előtte, ám így is olyan jelentős területekről kellett lemondania, mint Verona, Friaul és Isztria. Ottó e hadjárata meghatározó fordulatot hozott a félsziget számára: Lombardia 600 évre szorosan a birodalomhoz kapcsolódott.

### Augsburg
Ottó második házassága nem volt (az Edgithától született) Liudolf fia ínyére, aki sógorával, Lotaringiai Konráddal és más főurakkal szövetkezve fellázadt édesapja ellen. 955-ben a bajor főurak ismét magyar segítséget kértek, akik Bulcsú, Lél és Súr vezetésével indultak a német földekre.
A lázadók szerencsétlenségére a magyarok csak akkor érkeztek Bajorországba, mire Ottó a felkelést már leverte.

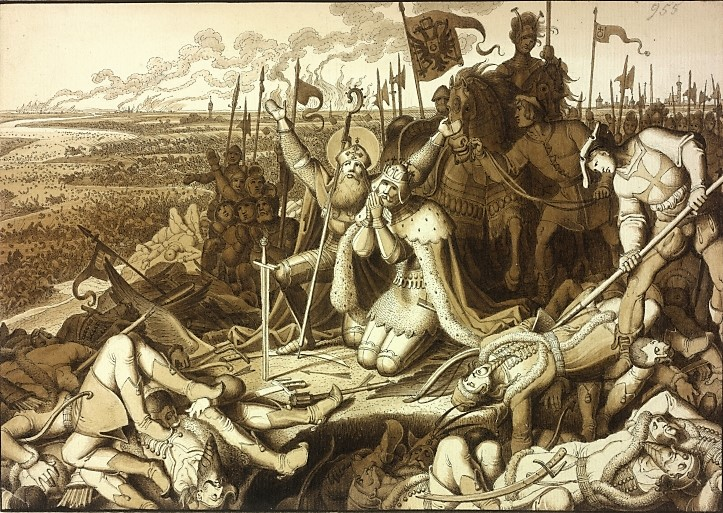
Az augsburgi csata, I. Ottó legyőzi a kalandozó magyarokat 955-ben

Így a királynak azután módjában volt a magyarokkal is leszámolni: Augusztus 10-én az Augsburg melletti Lech-mezőn az augsburgi csatában döntő győzelmet aratott. A menekülő magyar vezéreket elfogták, és I. Henrik bajor herceg felakasztatta őket Regensburgban.
Ez a csata tekinthető az Ottó által egyesített német birodalom tűzpróbájának; hatása abban is megnyilvánult, hogy a magyarok többé nem támadták meg a Keleti frank területeket.
Egyes források szerint (Corveyi Widukind; III, 49) Ottót még a lech-mezei csata után "imperator"-rá kiáltották. Még ha egy efféle császárrá nyilvánítás semmilyen állami jogkövetkezménnyel nem jár, mégis fontos tény, hogy a kortárs szeme Ottót már ekkor császári pozícióban látta.

### Újabb szláv háborúk
Ezt követően ismét az elbai szlávok ellen fordult, akiket még 955-ben Recknitz mellett legyőzött – ennek ellenére a harcok itt egészen 961-ig, Ottó újabb itáliai hadjáratáig elhúzódtak. Ottó tervei a szlávok megtérítésére csak a császári hatalom birtokában látszottak lehetségesnek, melyhez azonban pápai jóváhagyás volt szükséges...
A király nagyhatalmi törekvéseit jól mutatják a Burgundia ellen vezetett hadjáratai is.

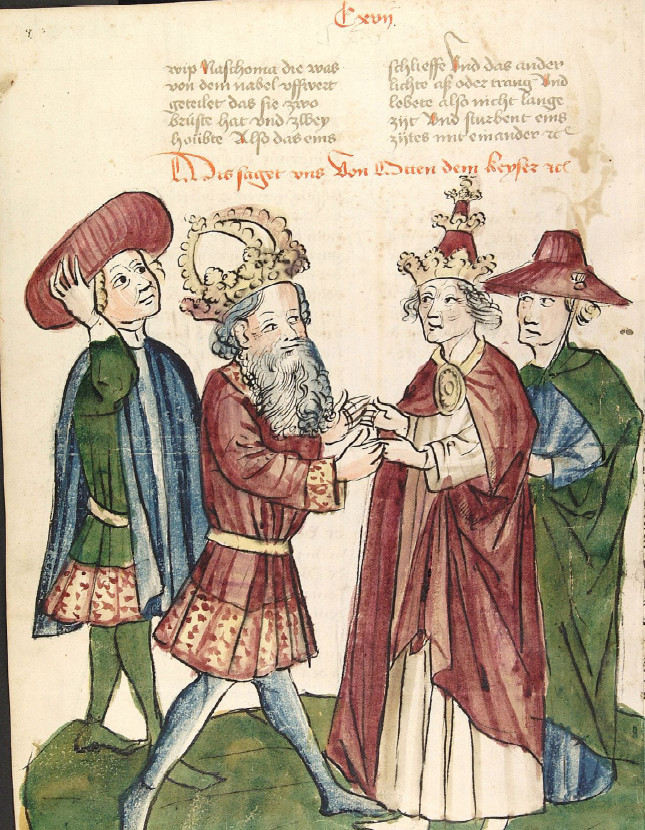
Nagy Ottót császárrá koronázza XII. János pápa

### Második itáliai hadjárata; császárrá koronázás
A lehetőség a császári korona megszerzésére akkor mutatkozott reálisnak, amikor XII. János pápa a német királyt, mint a nyugat leghatalmasabb uralkodóját hívta segítségül a Rómára veszélyes Berengár ellen. Ottó 961-ben indult útnak Itáliába, miután biztosította fia, II. Ottó utódlását.
A pápa 962 februárjának második napján tette Ottó fejére a császári koronát. A karoling hagyományok folytatásaként megerősítette az egyház hatalmát és birtokait („Privilegium Ottonianum”, 962. február 13.) Miután a pápa – teljes fordulatot véve – összeesküvést szőtt ellene a 963-ban fogságba vetett Berengár fiával, Adalberttel, Ottó letette, és VIII. Leót ültette a helyére. A császár távoztával János visszatért ugyan Rómába, ám hamarosan meghalt. Ottó erre elfoglalta a várost, János utódját, V. Benedeket megfosztotta tisztétől, és visszahelyezte Leót. Csak 965-ben térhetett haza a német területekre.

### Harmadik itáliai hadjárata, harc Bizánccal
Bár 966–972-es harmadik hadjáratát a Leót a pápai trónon 965-ben követő, majd onnan elűzött XIII. János megsegítésére indította, lényegében a Dél-Itália feletti uralom megszerzésére használta fel. Capua és Beneventum longobárd hercegeit hűbéreseivé tette, de az itt szintén jelentős birtokokkal rendelkező Bizánccal vívott háborúja végül megegyezéssel végződött. Ennek értelmében a császár kiürítette az elfoglalt területeket, cserébe Bizánc elismerte Ottó császárságát. A megállapodást megerősítendő került sor 967-ben császárrá koronázott hasonnevű fia és II. Rómanosz bizánci császár leányának esküvőjére is.
XIII. János támogatásával Ottó meg tudta valósítani keleti térítési terveit is. A szlávok megkeresztelése keleti politikájának alapvető elemét képezte. A magdeburgi püspökséget a 967-es ravennai zsinaton hozták létre.

### Hatalmának csúcsa, jelentősége

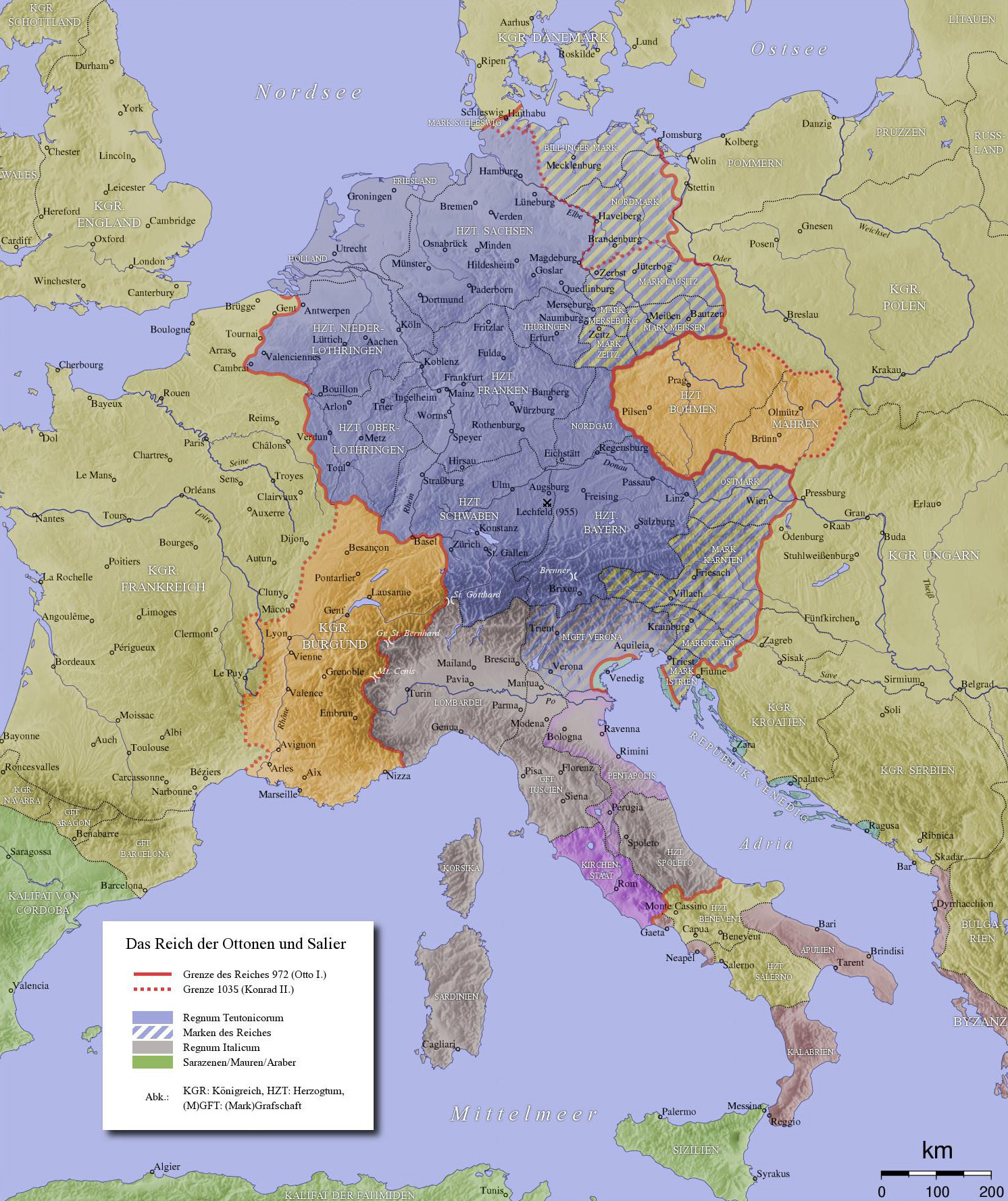
A birodalom területe Ottó halála előtt (972)

972 nyarán Ottó visszatért Itáliából. Ez az időszak volt hatalmának csúcsa. Ekkorra sikerült stabilizálnia az új államalakulatot mind belpolitikailag, mind külpolitikailag. Az általa létrehozott államalakulat, a Német-római Császárság példaképként szolgált Európa keresztény uralkodóinak. A 973-ban megrendezett Quedlinburgi Birodalmi Gyűlésen Ottó előtt szinte minden európai állam – Bizánc, Bulgária, Dánia, a Kijevi Rusz, Csehország, Lengyelország – uralkodójának küldöttsége megjelent, és kifejezte hódolatát. Még a pogány magyarok fejedelme, Géza is – aki 971-ben papokat kért a császártól, hogy elterjeszthesse a keresztény hitet országában – ideküldi követeit.
Ottó a következő év májusában halt meg, Európa leghatalmasabb és katonailag legerősebb birodalmát hagyva utódaira. Földi maradványait a magdeburgi dómban helyezték végső nyugalomra. Emlékére lovasszobrot állítottak. Sírján a következő felirat áll:

## Egyéb
- Amikor betöltötte 37. életévét, megpróbálta elsajátítani az írás és olvasás tudományát.[19]

## Családja
Ottó első házasságát Eadgythtel (910 – 946. január 26.), az angol király lányával kötötte 930-ban. Ebből a házasságból két gyermeke született:
- Liudolf sváb herceg[2] (930 – 957. szeptember 6.)
- Liutgard[2] (931 – 953. november 18.), aki Vörös Konrád herceg felesége lett.

Második házasságát Adelaideval (931 – 999. december 16.), II. Rudolf leányával kötötte 951-ben, akitől négy gyermeke született:
- Henrik[2] (952/953 – 954)
- Brúnó[2] (953/954 – 957)
- Matilda[2] (955. december – 999. február 7./8.), Quedlinburg hercegnője
- II. Ottó német-római császár (955 – 983. december 7.)

Ezenkívül született Ottónak egy törvénytelen gyermeke egy szláv nőtől, Vilmos (929 – 968. március 2.), aki később mainzi érsek lett.